# Zoe Saldaña
Zoë Yadira Saldaña-Perego, ameriška filmska in televizijska igralka ter plesalka, * 19. junij 1978 New Jersey, ZDA.
Najbolj znana je po svojih nastopih v več znanstvenofantastičnih franšizah. Igrala je v treh od petih doslej posnetih najbolj dobičkonosnih filmov, to so Avatar, Maščevalci: Brezmejna vojna in Maščevalci: Zaključek. Igrala je tudi v filmu Varuhi galaksije in njegovih dveh nadaljevanjih ter v več filmih Zvezdne steze. Njeni filmi so zaslužili več kot 11 milijard dolarjev po vsem svetu. Od leta 2019 je druga najbolj dobičkonosna filmska igralka vseh časov. Za vlogo v filmu Emilia Pérez (2024) je prejela zlati globus, nagrado Ceha filmskih igralcev, nagrado BAFTA in oskarja za najboljšo stransko igralko.